# Riboflavine
Pour les articles homonymes, voir B2.
La vitamine B2, correspondant à la riboflavine, ou lactoflavine, est une vitamine hydrosoluble de la famille des vitamines B, nécessaire à la synthèse de la flavine adénine dinucléotide (FAD) et de la flavine mononucléotide (FMN), deux cofacteurs essentiels aux flavoprotéines.
La vitamine B2 joue un rôle important dans la transformation des aliments simples (glucides, lipides et protéines) en énergie. Elle intervient dans le métabolisme de réparation des muscles.

## Utilisations

### Additif alimentaire
Elle est utilisée comme additif alimentaire en tant que colorant alimentaire jaune sous le numéro E101(i). C'est en fait la seule vitamine hydrosoluble ainsi colorée, et sa couleur est responsable de la teinte jaune des préparations solides ou des solutions aqueuses de vitamines B.
L'additif alimentaire E106 (parfois E101a) correspond au phosphate de riboflavine, et il est converti rapidement par l'organisme en vitamine B2. On le trouve notamment dans les pâtisseries, confitures, produits laitiers, confiseries et compléments alimentaires enrichis en vitamine B2.

### Usage thérapeutique
Elle est également utilisée en tant que traitement de fond de la migraine.
Elle fait partie de la liste des médicaments essentiels de l'Organisation mondiale de la santé (liste mise à jour en avril 2013).
Elle est utilisée en ophtalmologie pour le traitement du kératocône (cornée bombée) (opération de Cross-Linking par photoréticulation du collagène présent dans la matrice du stroma cornéen, par infusion de Riboflavine après débridage ou pas de l’épithélium directement sur la cornée et application d'une lumière UV-A pendant 3 à 30 minutes sur 9mm, participe au renforcement des liaisons du collagène intra-cornéen et améliore la rigidification de la cornée pendant 7 ans). 

## Sources de vitamine B2
La riboflavine se trouve naturellement dans :
1. Le fromage de chèvre (1,38 mg/100 g) ;
2. Les amandes (1,1 mg/100 g) ;
3. La viande rouge (0,86 mg/100 g) ;
4. Le sirop d’érable (0,8 mg/100 g) ;
5. Les poissons gras (maquereau) (0,58 mg/100 g) ;
6. Les œufs durs (0,51 mg/100 g).

et aussi les asperges, le maïs soufflé, les bananes, les kakis, le gombo, les bettes à carde, le lait, le yaourt et les haricots verts, dont chacun contient au moins 0,1 mg de vitamine B par 85-300g. D'autres sources sont les légumes verts feuillus, le foie, les reins, les légumineuses, les tomates, les levures, les champignons.
D’après la table Ciqual de l’ANSES, les aliments les plus riches en vitamine B2 sont rassemblés dans la table ci-contre, par ordre décroissant.